# 馬格諾利亞鎮區 (愛荷華州哈里森縣)
馬格諾利亞鎮區（英語：Magnolia Township）是位於美國愛荷華州哈里森縣的一個行政鎮區。

## 地方資料
根據2010年美國人口普查的數據，馬格諾利亞鎮區的面積為124.05平方千米，當中陸地面積為123.94平方千米，而水域面積為0.11平方千米。當地共有人口680人，而人口密度為每平方千米5.48人。